# Секстилия
Секстилия (на латински: Sextilia; † 69 г.) е майка на римския император Авъл Вителий.

## Биография
Тя е съпруга на Луций Вителий, който е три пъти консул и приятел на Клавдий.
Секстилия ражда синовете Авъл и Луций. Авъл е по-късно един от императорите през Годината на четиримата императори. Луций помага на брат си по време на неговото господство.
Когато Авъл става император, дава на майка си Секстилия титлата Августа. Тя умира през 69 г., няколко дни преди синът ѝ Авъл да е смъкнат от трона и убит заедно с брат му.